# Philippa Roet
Philippa de Roet (1346 – 1387) fu la sorella di Katherine Swynford, storica amante e poi moglie di Giovanni Plantageneto, I duca di Lancaster, e moglie del poeta inglese Geoffrey Chaucer.

## Dama di compagnia
Philippa Roet era figlia di Gilles de Roet, un cavaliere di Hainaut che accompagnò la regina Filippa di Hainaut in Inghilterra quando andò a sposarsi con Edoardo III d'Inghilterra divenendo in seguito Re d'armi per la Guienna. Non ci sono notizie circa la madre di Philippa, ma è noto che ella avesse un fratello, Walter, e una sorella Katherine. Suo padre andò a servire Margherita II di Hainaut, sorella della regina, mentre i suoi figli furono posti sotto la protezione della sovrana stessa. Il rapporto che legava Gilles all'alta nobiltà inglese diede a lui e ai figli uno status elevato e una certa reputazione entro le file dell'alta società britannica tanto che Philippa iniziò una carriera come Dama di compagnia. 
Philippa iniziò servendo Elisabetta de Burgh, per poi passare alla corte della regina e quindi concludere presso Costanza di Castiglia. L'aver lavorato presso due regine, Filippa e Costanza, le fruttò due pensioni annuali che le vennero pagate da Edoardo III d'Inghilterra e Giovanni Plantageneto, I duca di Lancaster.
Si crede che durante il suo servizio presso la contessa De Burgh Philippa si sia guadagnata il soprannome di Philippa Pan, in alcuni documenti risalenti al biennio 1357-1359 si fa riferimento a una donna chiamata in questo modo e Pan potrebbe essere la contrazione di Panetaria inteso come sovrintendente della dispensa, occupazione che probabilmente Philippa svolse mentre si trovava alla corte della contessa.

## Il matrimonio con il poeta
Il futuro poeta Geoffrey Chaucer lavorò come paggio presso la casa della contessa nel 1357 periodo in cui Philippa si trovava già là ed è probabile che i due si siano conosciuti lì. Dopo la morte della contessa De Burgh entrambi furono spediti alla corte della sovrana, lei doveva avere circa dieci anni e lui dodici e potrebbe essere stata la regina stessa ad organizzare il loro matrimonio che ebbe luogo nel settembre 1366 ed era d'altronde d'uso comune che le damigelle e gli Esquire che lavoravano nella stessa casa sposarsi fra di loro. 
Come dono di nozze il re e la regina garantirono agli sposi una rendita annua; l'anno dopo Geoffrey entrò alla corte del re guadagnando una rendita annuale propria. Questo flusso di denaro donò ai Chaucer la possibilità di godere di una certa sicurezza finanziaria e di un buon stile di vita; quando poi nel 1369 Filippa morì, Philippa passò al servizio di Costanza di Castiglia che sposò Giovanni Plantageneto, I duca di Lancaster, nel 1371. Nel 1394 anche Costanza morì e Giovanni si sposò con Katherine Swynford, sua amante da moltissimi anni e sorella di Philippa, andando quindi ad aumentare il rilievo sociale dei Chaucer che si erano andati a imparentare con un membro della famiglia reale. Le rispettive occupazioni di Geoffrey e Philippa li costrinsero a passare moltissimo tempo divisi ed è per questo, probabilmente, che si conosce così poco sul loro matrimonio.

## I figli e la morte
Si ritiene che Philippa e Geoffrey abbiano avuto due figli e due figlie le cui date di nascita rimangono ignote. Elizabeth, presumibilmente la maggiore, divenne probabilmente una suora insieme a tale Margaret Swynford per privilegio reale concesso loro all'ascesa al trono di Riccardo II d'Inghilterra nel 1377 ed è quindi probabile che ella sia nata a ridosso delle nozze dei genitori. Una certa Elizabeth Chausier è registrata negli annali dell'Abbazia di Barking cosa che spinge a credere che la loro figlia prese i voti colà.
L'altro figlio Thomas Chaucer, il più noto, nacque anch'egli poco dopo le nozze dei genitori a giudicare dall'anno in cui entrò a prestare servizio militare.
Sugli altri due figli, Lewis ed Agnes si sa veramente pochissimo, il primo dovrebbe essere nato intorno al 1381, mentre la seconda pare che fosse presente all'incoronazione di Enrico IV d'Inghilterra nel 1399.
Riguardo alla sua data di morte, si crede che Philippa sia mancata nel 1387 giacché l'ultima pensione che le venne fornita è in data 25 giugno 1387.